# R-111
R-111 - oferowany od 2005 roku ukraiński przeciwpancerny pocisk kierowany kalibru 100 mm przeznaczony do odpalania z armaty czołgowej D-5T. Ma on konfigurację aerodynamiczną identyczną jak sowiecki 9M128 Agona, ale ma mniejsze wymiary i jest naprowadzany w wiązce laserowej, a nie radiokomendowo. Pocisk R-111 może być odpalany z czołgów T-55 po wyposażeniu ich w dalmierz laserowy mogący wysyłać modulowaną wiązkę laserową. Powstała także odmiana R-111 oznaczona jako Falah-1. Jest ona scalana z łuską naboju do działa 2A70 bwp BMP-3 i jest odpowiednikiem produkowanych w Rosji 9M117 Bastion.

## Dane taktyczno-techniczne

### R-111
- kaliber: 100 mm
- masa: 25 kg
- długość 1080 mm
- zasięg: 100-5000 m
- prędkość średnia: 312 m/s
- przebijalność: 550 mm

### Falah-2
- kaliber: 100 mm
- masa: 22 kg
- długość 1047 mm
- zasięg: 200-5500 m
- prędkość średnia: 262 m/s
- przebijalność: 450 mm